# Pericalypta
Pericalypta, monotipični biljni rod iz porodice primogovki smješten u tribus Barlerieae, dio potporodice Acanthoideae. Jedina vrsta je P. biflora madagaskarski endem.. Opisan je u Bulletin de la Société Botanique de France 109: 131. 1962.